# Im Schatten der Angst – Der Skorpion
Im Schatten der Angst – Der Skorpion ist ein österreichisch-deutscher Fernsehfilm aus dem Jahr 2025 von Regisseur Umut Dağ nach einem Drehbuch von Nils Morten-Osburg und Marie-Therese Thill mit Julia Koschitz, Susi Stach und Stefan Gorski. Es handelt sich um die Fortsetzung von Im Schatten der Angst (2019) und Im Schatten der Angst – Du sollst nicht lügen (2023).

## Handlung
Die forensischen Psychiaterin Dr. Karla Eckhardt befürwortet in einem Gutachten Lockerungsmaßnahmen im Strafvollzug für den Gefängnisinsassen Anton Lisky, der eine Freiheitsstrafe wegen Geiselnahme und Mordes verbüßt. Unterstützt wird sie von ihrem Kollegen Dr. Kressmann. Kommissarin Irene Radek hatte Lisky damals verhaftet und glaubt dagegen nicht an dessen Besserung.
In einer Gärtnerei wird Lisky von seinem Kollegen Leon Wimmer provoziert und angegriffen. Bald darauf wird Wimmer erschlagen im Glashaus der Gärtnerei aufgefunden. Sein Handy ist nicht auffindbar und Lisky ist verschwunden. Eckhardt stellt sich darauf die Frage, ob sie Lisky falsch eingeschätzt hat, und versucht herauszufinden, was wirklich geschehen ist.

## Produktion
Die Dreharbeiten fanden vom 14. Oktober bis zum 12. November 2024 in Wien statt. Produziert wurde der Film von der österreichischen Mona Film und der deutschen Tivoli Film der Produzenten Thomas Hroch und Gerald Podgornig, beteiligt waren der Österreichische Rundfunk und das ZDF, unterstützt wurde die Produktion von FISA+, vom Fernsehfonds Austria und vom Filmfonds Wien.
Die Kamera führte Simone Hart, die Montage verantwortete Harald Aue und das Casting Nicole Schmied, die Musik schrieb Roman Kariolou. Den Ton gestaltete Benedikt Palier, das Szenenbild Gerald Freimuth, die Kostüme Isabella Derflinger und die Maske Monika Puymann und Birgit Hirscher. Als Intimitätskoordinatorin fungierte Lisa Kuegerl.
Die Premiere ist für den 29. August 2025 beim Festival des deutschen Films vorgesehen.

## Auszeichnungen und Nominierungen
Festival des deutschen Films 2025
- Nominierung für den Rheingold Publikumspreis[1]